# Aragacawan
Aragacawan – wieś w Armenii, w prowincji Aragacotn. W 2011 roku liczyła 5053 mieszkańców.